# كارلوس كوريا (لاعب كرة قدم)
كارلوس كوريا هو لاعب كرة قدم سويسري في مركز الوسط، ولد في 1961. لعب مع FC Bulle ‏.